# Carum pachypodium
Carum pachypodium är en flockblommig växtart som beskrevs av Candargy. Carum pachypodium ingår i släktet kumminsläktet, och familjen flockblommiga växter. Inga underarter finns listade i Catalogue of Life.